# Strix davidi
El búho del Padre David (Strix davidi) es una especie de ave en la familia Strigidae.
Existe cierta controversia sobre si es una especie separada o una especie aislada del Ural owl. En "The Clements Checklist of Birds of the World" (versión 2015) se lo considera una especie separada, pero BirdLife International y IUCN lo tratan como una subespecie.

## Distribución
Esta especie de búho se encuentra en las montanas de la zona central de China (Qinghai y Sichuan).